# Sobotište

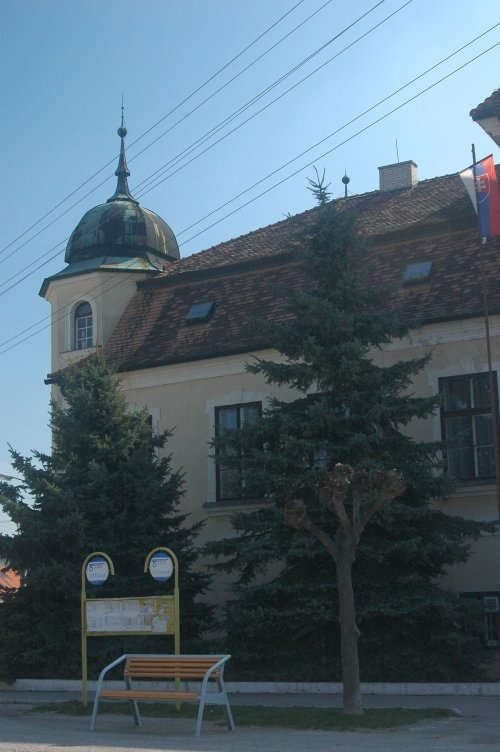
Sobotište

Sobotište (Hongaars: Ószombat) is een Slowaakse gemeente in de regio Trnava, en maakt deel uit van het district Senica.
Sobotište telt 1.509 inwoners.